# 4240 Ґрюн
4240 Ґрюн (4240 Grün) — астероїд головного поясу, відкритий 2 березня 1981 року.
Тіссеранів параметр щодо Юпітера — 3,265.